# Tricyphona penai
Tricyphona penai är en tvåvingeart som först beskrevs av Alexander 1953.  Tricyphona penai ingår i släktet Tricyphona och familjen hårögonharkrankar. Inga underarter finns listade i Catalogue of Life.